# Pequeños planetas
Pequeños planetas (Tiny Planets en el inglés) es una miniserie educativa para niños de 5 años en adelante que se destaca por hablar sobre hechos básicos en ciencias, cada segmento de cinco minutos. El programa fue producido por Sesame Workshop y Producciones Pepper Ghost limitada. 
La serie apareció en el 2001, en el canal infantil patrocinado por Nickelodeon, Noggin para occidente y Norteámerica y para Hispanoamérica en Discovery Kids para México por  Canal 5.
Originalmente en el Reino Unido es una miniserie, pero por cuestiones del lanzamiento a Norteámerica, se volvió en una serie de 25 episodios aproximadamente, cada una con 5 minutos.

## Historia
Se trata de las experiencias de dos amigables extraterrestres, Bing, un amigable (que abominable) hombre amante de las nieves, y Bong, una extraña criatura peluda amable de ojos saltones amantes y con seis patas. Los personajes no tienen voces, en su lugar, emiten unos sonidos parecidos a mugidos y balbuceos. Aunque no se diga mucho de las enseñanzas que dejan, porque no hablan, Una compañera extraterrestre, Halley, explica lo que sucede en las situaciones de los dos protagonistas, y también dice la enseñanza de los personajes al final del episodio.

## Los Pequeños Planetas
Las experiencias se dan cuando los personajes van hacia otros planetas, cada uno con un tema específico.
- El Pequeño Planeta del Ser: Es una zona con atmósfera, sin superficie sólida. Allí se encuentran rocas flotantes que parecen islotes, más unas estructuras (kioscos y pabellones) que recuerdan al diseño de las pagodas orientales. A la vez, el transporte son góndolas que flotan en el aire. En este planeta enseña sobre el ser humano y la salud física.
- El Pequeño Planeta de las Cosas: Es un planeta con forma de una enorme Banda de Möbius. Su superficie parece una cuadrícula con baldosas rosa y líneas azules. muchos de los objetos que se encuentran son perfectamente geométricos, aquí se enseña sobre aspectos básicos en la aritmética, la lógica y la geometría.
- El Pequeño Planeta de la Naturaleza: Es un planeta parecido a la Tierra. en su superficie hay una pradera, árboles medianos, lagos y montañas (y una cascada). Allí se enseña sobre las bases de la ecología y el medio ambiente. Curiosamente, el planeta parece tener un océano y polos.
- El Pequeño Planeta de la Tecnología: Es un planeta con forma de esfera metálica y péndulos a sus lados. La superficie es de toda una estructura artificial, que recuerda a una gran fábrica. Sin embargo, allí hay árboles y un lago con peces mecánicos. Allí también hay una vía ferroviaria. Aquí se les enseña sobre las bases de la física moderna y el uso de las herramientas y máquinas.
- El Pequeño Planeta del Color: Es un planeta azulado con un anillo a su alrededor que parece un acetato de colores. La superficie del planeta es llano y casi desértico, teniendo pilares que parecen árboles y ciertos lagos de pintura. Aunque no lo parezca, allí se encuentran flores que son linternas y algunas plantas comunes. En este planeta se enseñan los hechos del espectro y los colores.
- El Pequeño Planeta del Sonido: Es un planeta de color mármol rodeado de una espiral de rocas espaciales. En su superficie, el cielo es de color naranja y el paisaje luce como un desierto con muchas mesetas. Suele presentar una flora única: tocones percusionistas, árboles bongos, flores flautas y hojas con forma de corno. En este planeta se enseña sobre los sonidos y la música.
- Planeta del Hogar: Es propiamente el único planeta que no empieza con el adverbio "El Pequeño Planeta de...". Es un planeta blanco, gélido, con una superficie montañosa o polar. Es el planeta base de los dos protagonistas Bing y Bong en donde suelen salir de allí hacia otros planetas con un enorme sistema de catapulta con forma de mano.

## Protagonistas
- Bing - Amable y sensible.
- Bong - Peludo, amable y dulce, es el pequeño del dúo.
- Halley - Ansiosa y muy simpática es amable.

- Datos: Q537273